# Antonio Guasqui
Antonio Guasqui detto Folaghino (Fucecchio, 20 gennaio 1829 – Fucecchio, 31 ottobre 1851) è stato un fantino italiano.
Il suo cognome viene spesso erroneamente riportato come "Guaschi".
Ha disputato il Palio di Siena in 7 occasioni, vincendolo 4 volte. Ha vinto gli ultimi 3 Palii della sua carriera: condivide il particolare primato con Tommaso Felloni detto Biggéri.
Nel 1850 regalò il "cappotto" alla Contrada della Chiocciola, vincendo in luglio ed in agosto.

## Carriera
Folaghino fece il suo debutto in Piazza del Campo a 15 anni il 16 agosto 1847, con i colori dei Nicchio. Vincendo all'esordio dopo una lotta accanita col Gobbo Saragiolo, il fantino più noto dell'epoca e già vincitore di 11 Palii.
Corse altre due volte nel Nicchio, e successivamente si legò alla Chiocciola, con cui centro lo storico "cappotto" del 1850. Il 2 luglio vinse riuscendo ad approfittare delle cadute dei fantini di testa; il 16 agosto ebbe la meglio in rimonta sul tredicenne Bachicche, fantino dell'Onda.
Il suo ultimo Palio è datato 17 agosto 1851; corse nell'Onda e vinse per la quarta ed ultima volta, avendo la meglio dopo un ripetuto scambio di nerbate con Pietro Locchi detto Paolaccino, un altro dei fantini più quotati dell'epoca.

## Presenze al Palio di Siena
Le vittorie sono evidenziate ed indicate in neretto.
| Palio           | Contrada   | Cavallo                  | Note |
| --------------- | ---------- | ------------------------ | ---- |
| 6 agosto 1847   | Nicchio    | Morello di G. Bandini    |      |
| 2 luglio 1849   | Nicchio    | Baio di P. Cianchelli    |      |
| 16 agosto 1849  | Nicchio    | Morello di G. Bagnoli    |      |
| 21 ottobre 1849 | Chiocciola | Baio di P. Bandini       |      |
| 2 luglio 1850   | Chiocciola | Baio di G. Bernardinii   |      |
| 16 agosto 1850  | Chiocciola | Morello di P. Cianchelli |      |
| 17 agosto 1851  | Onda       | Morello di S. Franci     |      |